# 奥克兰橡树队

奥克兰橡树队（Oakland Oaks），原美国篮球协会篮球队，在1967/68和1968/69赛季出现了ABA联盟中，球队的队色为绿色和金色，橡树队的部分所有权属于流行歌手帕特·布恩(Pat Boone)。球队最大的一份合同是成功签下了已经创建了的NBA联盟球队旧金山勇士的球星里克·巴里。巴里是前NBA最佳新秀，在1966/67赛季带领勇士队闯入了NBA总决赛，由于巴里和勇士队管理层就奖金问题产生了矛盾在第二年离开了NBA加盟了橡树队，并且在1968/69赛季带领奥克兰橡树队得到了球队第一座，也是唯一的一座ABA总冠军奖杯。
无论拥有或没有巴里，由于布恩和他合伙人的不良投资球队得不到有效的支持。经管球队取得了一座ABA总冠军，但橡树队在球票销售上显得极度失败，其中很大一部分原因是受到了临近的NBA球队旧金山勇士的球市影响。球队之后在1969/70赛季被出售并且前往东部的华盛顿特区，并且更名为华盛顿首都队。首都待了一个赛季之后球队在1970/71赛季迁往了弗吉尼亚州的诺福克成为了弗吉尼亚绅士队。球队最终在1975/76赛季ABA联盟被NBA协议兼并后解散。
在更早期的时代奥克兰橡树篮球队在1961-63年期间是美国篮球联赛(American Basketball League 1961-63)中参赛球队。